# ميمامسا

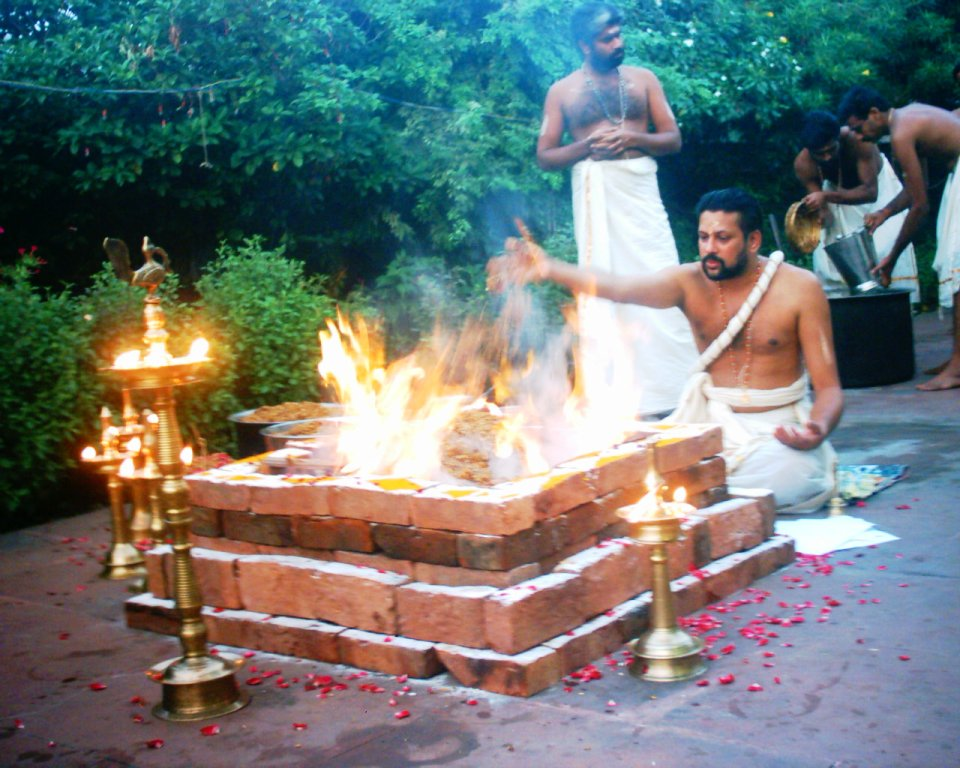

ميمامسا (Mīmāṃsā باللغة السنسكريتية मीमांसा) هي كلمة تعني الانعكاس أو التحقيق النقدي، وهي في الوقت نفسه إحدى مدارس الفلسفة الهندوسية الستة، التي تعرف بكونها من المدارس الأصولية (أستيكا). تشتهر هذه المدرسة بنظرياتها الفلسفية في طبيعة الدارما بناءً على تأويلات الفيدا.
كان لمدرسة ميمامسا الأثر الكبير على مدارس فيدانتا الهندوسية، مع وجود اختلاف وهو أن مدرسة ميمامسا قامت بتطوير والتأكيد على كارما-كاندا karma-kanda (دراسة الطقوس الدينية، وهي المراحل المبكرة في الفيدا)، في حين أن مدارس فيدانتا طورت وأكدت على جنانا-كاندا jnana-kanda (دراسة المعرفة والروحانيات، وهي المراحل المتأخرة من الفيدا).
يشار أحياناً إلى المدرسة التقليدية من ميمامسا باسم بورفا-ميمامسا Purva-Mimamsa أو كارما-ميمامسا Karma-Mimamsa.

## اقرأ أيضاً
- هندوسية
- أستيكا وناستيكا